# Eldəniz Əzizli
Eldəniz Yəmən oğlu Əzizli (né le 20 avril 1992) est un lutteur azerbaïdjanais, spécialiste de lutte gréco-romaine, évoluant dans la catégorie des moins de 55 kg.
Il remporte le titre de champion du monde 2018 et 2022 et de champion d'Europe 2018 et 2022 et remporte la médaille d'or aux Jeux de la solidarité islamique de 2021. 
Il est médaillé d'argent aux Championnats d'Europe de lutte 2023.
Il est médaillé de bronze aux Championnats d'Europe de lutte 2011, à l'Universiade d'été de 2013, aux Championnats d'Europe de lutte 2019, aux Championnats du monde de lutte 2019, aux Championnats d'Europe de lutte 2020, aux Championnats d'Europe de lutte 2021, aux Championnats du monde de lutte 2021 et aux Championnats d'Europe de lutte 2022.